# Richard John Samuel Stevens
Pour les articles homonymes, voir Stevens.
Richard John Samuel Stevens, né le 27 mars 1757 à Londres – mort le 23 septembre 1837 à Peckham près de Londres, est un compositeur et organiste anglais.

## Biographie
En 1801 Stevens est nommé Professeur Gresham de musique à Londres. En 1808, il est nommé maître de musique au Christ's Hospital. En plus d'être précieuses en elles-mêmes, ces nominations l'aident à attirer des élèves aisés desquels sa vie dépend de façon substantielle.
En 1810, Stevens épouse Anna Jeffery après une longue cour. En 1811, ils ont un fils, Richard George, qui intègre la Gray's Inn en 1834. Il mènera la vie d'un gentilhomme de loisirs, rendue possible par un important legs de l'un des amis de son père en 1817.
La principale revendication de Stevens à l'attention est en tant que compositeur de glees. Il n’est pas prolifique compte tenu de la durée de sa vie et il crée la majeure partie de ses compositions entre 1780 et 1800. Stevens est plus prudent que de nombreux contemporains dans son choix de textes et consacre une attention particulière à Shakespeare. De ses 15 glees shakespearien composés entre 1782 et 1807, cinq comptent parmi ses plus célèbres créations : Ye spotted snakes (1782, rev. 1791), Sigh no more, ladies (1787), Crabbed age and youth (1790), Blow, blow, thou winter wind (1793) et The cloud-cap’t towers (1795).
Parmi les compositions de Stevens qui ne lui ont pas survécu, figurent des hymnes, dont plusieurs pour le Christ's Hospital, trois sonates pour clavier, un opéra intitulé Emma et quelques chansons et airs d'hymnes. Stevens est membre de l'Anacreontic Society (en) et c'est par son journal que nous savons que John Stafford Smith est l'auteur de la chanson de leur club, The Anacreontic Song, qui, considérablement modifiée et avec de nouvelles paroles, est maintenant l'hymne national des États-Unis, The Star Spangled Banner.